# وصفي العنبتاوي
وصفي صادق العنبتاوي، ولد في 1903 في نابلس بفلسطين - توفي عام 1984 في لبنان، هو تربوي وجغرافي وكاتب فلسطيني ووزير مالية في حكومة 1970 في الأردن.

## تعليمه
درس الابتدائية والإعدادية في مدينة نابلس، ويمم بيت المقدس وأتم دراسته الثانوية في “الكلية الإنكليزية” ونال شهادته في صيف 1923.
نال شهادة البكالوريوس علوم في الاجتماعيات والتربية عام 1926 من الجامعة الأمريكية في بيروت، ثم انتخب عام 1927 بعثة على نفقة حكومة فلسطين إلى جامعة كمبردج بانجلترا، وبعد أن أقام فيها ثلاث سنوات عاد إلى فلسطين عام 1930 يحمل شهادة بكلوريوس علوم بشرف في التاريخ والجغرافيا.
كما أحرز شهادة أستاذ علوم من جامعة كمبردج عام 1934.

## حياته المهنية
- في صيف 1923 عينته إدارة المعارف بفلسطين أستاذاً للغة الإنكليزية في المدرسة الصلاحية الثانوية بنابلس.
- عام 1926 عين مدرساً للتاريخ والأدب الإنكليزي واصول التربية والتعليم في الكلية العربية بالقدس.
- عام 1930 عين أستاذاً للتاريخ والجغرافيا في الكلية العربية والكلية الرشيدية بالقدس حتى عام 1940.
- عهد إليه بتفتيش مادتي التاريخ والجغرافيا في سائر مدارس فلسطين الأميرية وظل يزاول عمله هذا حتى نهاية الانتداب البريطاني على فلسطين 1948.
- إضافة إلى تدريسه في الكلية العربية والكلية الرشيدية اختير عضواً في مجلس التعليم العالي الفلسطيني، وترأس الوفد الفلسطيني الذي اشترك في المؤتمر الثقافي العربي الأول الذي دعت إليه اللجنة الثقافية في جامعة الدول العربية المنعقد في بيت مري بلبنان عام 1946.
- بعد حلول النكبة الفلسطينية الأولى عينته وزارة التربية والتعليم السورية مفتشاً اختصاصياً للاجتماعيات واللغة الإنكليزية وبقي في عمله هذا مدة أربع سنوات (1948-1952) كما حاضر في كلية الآداب بالجامعة السورية بدمشق.
- في عام 1952 انضم إلى أسرة البنك العربي بعمان حيث شغل وظيفة كبرى.
- في عام 1956 زار الولايات المتحدة وحاضر في نواد عديدة في شؤون الشرق الأوسط.
- في مطلع عام 1964 أحيل على التقاعد في البنك العربي وعين أستاذاً للجغرافيا في الجامعة الأردنية.
- في ربيع عام 1970 عبن وزيراً للمالية في الأردن، وفي شتاء 1971 نزح إلى بيروت واستقر فيها.[3][4]

## من آثاره القلمية
أسهم الأستاذ وصفي في تصنيف وترجمة طائفة من الكتب المدرسية في الجغرافيا والتاريخ، كما أشرف عام 1946 على إعداد أطلس جغرافي باسم “أطلس العالم” بتكليف من إدارة المعارف بفلسطين، وهذه بعض أسماء الكتب التي أسهم في وضعها وترجمتها بالمشاركة مع إخوان له من لبنان والعراق وفلسطين أمثال خليل السكاكيني وعبد الله مشنوق وجورج شهلا وسعيد الصباغ وأحمد خليفة ورفيق التميمي وسعيد الدرة:
- جغرافية الدنيا الجديدة.
- جغرافية الدنيا القديمة.
- الجغرافية الحديثة المصورة (3 أجزاء).
- الجغرافية الاقتصادية.
- معالم التاريخ القديم.
- جغرافية الشرق الأدنى.
- المجمل في تاريخ العصور المتوسطة والحديثة.
- القراءات الجغرافية المصورة (3 أجزاء).
- القراءة التاريخية المصورة.
- جغرافية فلسطين والبلاد العربية.
- حوض البحر الأبيض المتوسط وغربي أوروبا.
- جغرافية البلاد العربية.
- الجغرافية الإعدادية.
- الجغرافية الثانوية (جزءان).
- القارات الخمس.
- المملكة الأردنية الهاشمية.
- الوطن العربي والعالم.